# Хагур, Асфар Пшиканович
Асфар Пшиканович Хагур (4 октября 1960, аул Панахес, Тахтамукайский район, Адыгейская автономная область, РСФСР — 16 августа 2013, Майкоп, Российская Федерация) — российский хозяйственный и государственный деятель, Премьер-министр Республики Адыгея (2004—2006).

## Биография
Родился 4 октября 1960 года в ауле Панахес Теучежского района Адыгейской автономной области. После окончания девяти классов местной школы поступил в Краснодарский механико-технологический техникум, который окончил в 1980 году. 
Начал свою трудовую деятельность инженером торговой базы Морозовской райсельхозтехники в Ростовской области. Позже  переехать в Кошехабльский район. Работал слесарем по ремонту технологического оборудования на  предприятии совхозе-заводе «Элит», выпускавшем парфюмерные изделия. 
В 1982-1984 годах служил в городе Ленкорани Азербайджанской ССР в пограничных войсках. 
В 1984 году после армии поступает на работу на Майкопский хлебокомбинат слесарем. А через полгода переходит на Майкопское хлебоприемное предприятие. 
Окончил заочно Краснодарский политехнический институт, по профессии — инженер-технолог.
Работал с 1989 года генеральным директором предприятия «Майкопхлебопродукт». Избирался депутатом областного и Верховного Совета Адыгеи и Государственного Совета -Хасэ Республики Адыгея 2-х созывов.
Кандидат экономических наук.
В 2004—2006 годы — премьер-министр Республики Адыгея.
В начале 2000-х Асфар Пшиканович тяжело заболел. Умер 16 августа 2013 года.

## Семья
Жена - Елизавета Зауровна Хагур,Дочери - Саида, Бэла и Зарина. Внук- Алихан, внучка - Альмина